# Terdzjola (stad)
Terdzjola (Georgisch: თერჯოლა) is een stad in het westen van Georgië met 4.818 inwoners (2024), gelegen in de regio (mchare) Imereti. Het is het bestuurlijk centrum van de gelijknamige gemeente. De stad is gesitueerd op een hoogte van 170 meter boven zeeniveau op de rechteroever van de Tsjchare, een rechterbeek van de Kvirila. Terdzjola ligt op 160 kilometer hemelsbreed of 200 kilometer over de weg ten noordwesten van hoofdstad Tbilisi en 25 kilometer ten oosten van regiohoofdstad Koetaisi.

## Geschiedenis
In 1950 werd het gemeentelijk district (rajon) van het dorp Tsjchari verplaatst naar Terdzjola, en kreeg het district ook die naam. Gedurende de Sovjet-periode kreeg het dorp een aantal fabrieken van onder meer textiel, thee, wijn, conserven en limonade. In 1983 kreeg Terdjzola de stadstatus.

## Demografie
Begin 2024 had Terdzjola 4.818 inwoners, een toename van 4% sinds de volkstelling van 2014. De bevolking van Terdzjola bestond in 2014 vrijwel geheel uit Georgiërs (99,6%).
| Aantal                                                           | 3.753 | - | 3.995 | 4.752 | 5.402 | 6.580 | 5.489 | 4.644 | 4.770 | 4.818 |
| Verantwoording data: Bevolkingsstatistiek Georgië 1897 tot heden |       |   |       |       |       |       |       |       |       |       |

## Vervoer
De belangrijkste hoofdweg in Georgië, de S1 / E60 (Tbilisi - Zoegdidi - Abchazië), passeert op enkele kilometers ten zuiden van de stad, en heeft er een afslag. De regionaal belangrijke nationale route Sh19 komt door de stad en verbindt het met Tkiboeli. Het dichtstbijzijnde grote spoorwegstation is in Zestafoni.

## Sport
Tussen 1983 en 2016 speelde de lokale voetbalclub FC Sapovnela Terjola op landelijk niveau, maar ging ten onder in 2019 na financieel wangedrag.